# Fiat M11/39

Fiat-Ansaldo M11/39 var en italiensk middelstor kampvogn, som var i brug fra 1939 og i de første år af 2. verdenskrig. Selvom den blev betegnet som en mellemstor kampvogn af den italienske hær, var den i vægt og ildkraft nærmere på samtidigs lette kampvogne. Betegnelsen M11/39 skal forstås således "M" for Middel, efterfulgt at vægten i tons og året den blev indført.

## Udvikling
M11/39 blev udviklet som en "gennembruds kampvogn" (Carro di Rottura). Udformningen var påvirket af den britiske Vickers 6-Ton. Denne påvirkning ses især i udformningen af bælter og ophængning. Et innovativt element var placeringen af de sidste reduktionsgear inde i de frontmonterede drivhjul, hvilket fjernede behovet for et forstørret hus til drevet i det forreste panser.
M11/39 fik en kort levetid på grund af en række svagheder i dens design. Den vigtigste var placeringen af 37 mm kanonen i skroget. Kanonen sad i en fastlåst position, hvor den kun kunne bevæges 15° til højre og venstre. De eneste andre våben var det dobbelte 8mm maskingevær i et roterende tårn. Selv om maskingeværet betjentes af blot en mand var tårnet overfyldt og skulle betjenes manuelt.
Tanken var at bruge hovedskytset mod tunge mål og forsvare kampvognen mod generelle trusler med maskingeværerne i tårnet. Opbygningen mindede om den amerikanske Grant/Lee kampvogn, som også kom i 1939. Den oprindelige plan var at placere 37/40 mm kanonen i tårnet, men det var der ikke plads til. Et redesign af kampvognen med henblik på at få placeret kanonen i tårnet blev igangsat, hvilket førte til udviklingen af Fiat M13/40. I mellemtiden blev der produceret M11/39 kampvogne.
Udover den uheldige placering af kanonen havde M11/39 andre svagheder: dens holdbarhed og præstationer var meget ringe. Den var forholdsvis langsom. Dens mekaniske holdbarhed var meget ringe og dens panser på højest 30 mm nittet stål, som kun var designet til at kunne modstå 20 mm granater var sårbar overfor britiske 2-punds kanoner inden alle afstande hvor M11/39's hovedkanon var anvendelig.
Alle M11/39 var designet til at medbringe en radio, men ingen af de producerede vogne fik installeret radio. Skroget på M11/39 blev, med modifikationer, brugt ved udviklingen af den mere vellykkede Fiat M13/40.

## Kamp
Omkring 72 af de 100 byggede M11/39 blev brugt i kamp i Felttoget i Nordafrika, men der blev også sendt et antal til Italiensk Østafrika. Sammenlignet med de L3/33 og L3/35 tanketter, som de italienske styrker ellers havde til rådighed, var M11'erne en stor forbedring.
M11/39 klarede sig nogenlunde i de første møder med lette britiske kampvogne, såsom
Mk VI. 37 mm kanonen fungerede som en afskrækkelse mod angreb fra disse hurtige men tyndt pansrede køretøjer, som kun var bevæbnet med maskingeværer. M11/39 var imidlertid helt udklasseret, når de mødte tungere britiske tanks, såsom cruiser og infanteri kampvogne såsom A9, A10, A13 og Matilda.

### Nordafrika
I september 1940 deltog der M11'ere i Italiens invasion af Ægypten. I december 1940 var M11'ere også i defensiv brug i de indledende faser af den britiske modoffensiv, Operation Compass. Da operation Compass blev indledt var mange M11/39s beskadigede, brudt sammen eller stod stille inde i nogle af de italienske befæstninger. Briterne brugte Matilda tanks til at overløbe mange italienske stillinger, og M11'erne kunne ikke stille meget om mod den tykke pansring på Matildaerne.
Fra den 10. april 1941 under Belejringen af Tobruk blev nogle M11'ere anvendt af 2. bataljon af 6. kavaleri kommandoregiment i den australske 6. division i nogle måneder. De fik påmalet store kænguru symboler, så de var tydeligt kendetegnede. Australierne brugte de erobrede M11'ere og adskilige M13'er indtil de løb tør for dieselolie. Kampvognene blev deres ødelagt, så de ikke kunne genbruges af de fremrykkende aksestyrker i foråret 1941.

### Østafrika
I juni 1940 blev omkring 24 M11/39'ere hastet til Italiensk Østafrika. De blev brugt under Felttoget i Østafrika. I Østafrika var M11'erne de eneste større kampvogne, som de italienske styrker havde til rådighed. I august 1940 deltog mange af M11'erne i den italienske erobring af Britisk Somaliland. I januar 1941 blev M11 anvendt under defensiven i Eritrea, da briterne gennemførte deres modoffensiv der. Desværre for italienerne havde briterne en mindre styrke Matilda tanks til rådighed under Slaget ved Keren, og det ophævede enhver fordel, som M11'erne kunne have betydet. I slutningen af maj 1941 var de italienske styrker blevet slået på de østafrikanske fronter, hvor der var indsat M11'ere, og i november var den italienske modstand i Østafrika nedkæmpet. Der er ingen vidnesbyrd om at M11'ere blev genbrugt af briterne i Østafrika.